# مكاملة (فيزياء)

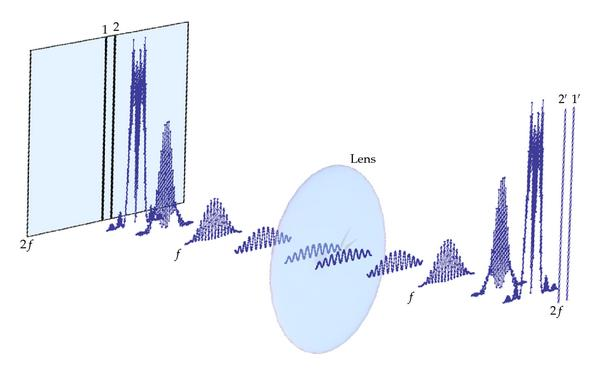

في الفيزياء، المكاملة هي نتيجة نظرية ونتائج تجريبية لميكانيكا الكم، كما يشار إليها أيضا بمبدأ المكاملة. ويعتقد أن هذه الأشياء لديها بعض الأقران من الخصائص التكميلية. التي لا يمكن ملاحظتها أو قياسها في وقت واحد.
قام نيلز بور رائد ومؤسس ميكانيكا الكم بصياغة مبدأ المكاملة. أمثلة على الخصائص التكميلية التي اعتبرها بور:
- مبدأ الريبة
- الطاقة والمدة
- لف مغزلي على محاور مختلفة
- ازدواجية موجة-جسيم ذات خصائص
- قيمة المجال وتغيره (في موضع معين)
- التشابك والترابط
- [5]

## مفهوم
على سبيل المثال، ازدواجية موجة-جسيم من الأشياء الفيزيائية التكميلية لهذه الظواهر. كل المفاهيم أخدت من الميكانيكا الكلاسيكية، حيث أنه من المستحيل أن يكون جسيم وموجة في نفس الوقت. ولذلك، فإنه من المستحيل قياس كامل خصائص الموجات والجسيمات في لحظة معينة. وعلاوة على ذلك، بين بور أنه لا يمكن النظر إلى الأشياء على أنها محكومة بميكانيكا الكم كما أن الخصائص الذاتية المستقلة من تقرير جهاز القياس، وجهة النظر هذه تدعمها نظرية Kochen-Specker. يحدد نوع القياس الخاصية التي يتم عرضها. ومع ذلك، فإن تجربة شقي يونغ وتظهر التجارب الأخرى أن بعض تأثيرات الموجة والجسيم يمكن قياسها في آن واحد.

## كتب
- Berthold-Georg Englert, Marlan O. Scully & Herbert Walther, Quantum Optical Tests of Complementarity, Nature, Vol 351, pp 111–116 (9 May 1991) and (same authors) The Duality in Matter and Light Scientific American, pg 56–61, (December 1994). Demonstrates that complementarity is enforced, and quantum interference effects destroyed, by decoherence (irreversible object-apparatus correlations), and not, as was previously popularly believed, by Heisenberg's uncertainty principle itself.
- Niels Bohr, Causality and Complementarity: Supplementary papers edited by Jan Faye and Henry J. Folse. The Philosophical Writings of Niels Bohr, Volume IV. Ox Bow Press. 1998.

## وصلات خارجية
- Discussions with Einstein on Epistemological Problems in Atomic Physics
- Einstein's Reply to Criticisms